# Kids United (voetbal)
Kids United is een contributievrije G-voetbalvereniging in de stad Groningen. De stichting is in mei 2003 opgericht door Onno en Margriet Kukler. Aanvankelijk begonnen als voetbalvereniging voor kinderen en jongeren met een lichamelijke en/of verstandelijke beperking; inmiddels voetballen er ook senioren bij de club. De clubkleuren zijn wit en groen, gebaseerd op de kleuren van de stad Groningen. De thuisbasis is sportpark De Kring waar PKC ’83 (Peizerweg Kring Combinatie) eveneens is gevestigd.

## Geschiedenis

### Ontstaan
Kids United is een initiatief van Onno en Margriet Kukler. In 1995 werd hun jongste zoon Sandro ziek en hield daar een handicap aan over. Toen Sandro in 2003, op 10-jarige leeftijd, aangaf graag te willen voetballen, was er geen vereniging waar hij lid van kon worden. Sandro was te beperkt om mee te kunnen in het reguliere voetbal. Een reden voor Onno en Margriet om zelf een voetbalclub voor deze kinderen te beginnen. Op 7 mei 2003 is de stichting opgericht.
In mei 2003 werd gestart met het geven van aangepaste voetbaltrainingen voor jeugd met een lichamelijke- en/of verstandelijke beperking. Naast het voetbal wordt er nog veel meer georganiseerd. Bijvoorbeeld met zijn allen een dag naar het Dolfinarium, racen op het circuit van Assen, jaarlijks een weekend naar Ameland, beachvoetbal, een dag met politie en brandweer of een rondleiding op een marineschip in Delfzijl. Zo is Kids United veel meer dan een voetbalvereniging; de kinderen kunnen gezellig samen zijn en leuke dingen doen, sporten, ontspannen en op die manier ook nieuwe vrienden maken.

### Thuisbasis
In het begin in 2003, toen de club nog slechts enkele leden had, werden de trainingen gegeven op een veldje in de wijk Lewenborg in Groningen. Later verhuisde de club naar Sportpark Het Noorden, waar het het sportpark deelde met de voetbalverenigingen VV Groningen, VVK en VV Potetos. In september 2016 was het sportpark slachtoffer van een brand, wat een groot deel van de gebouwen in de as legde. Zo ook het materiaalhok van Kids United waar al het materiaal in opgeslagen was. PKC ’83 bood de helpende hand en vanaf maart 2017 kon men op Sportpark De Kring terecht.

### Adoptie FC Groningen
Op 1 december 2011 werd Kids United geadopteerd door FC Groningen. FC Groningen werd hiermee de eerste betaalde voetbalorganisatie in Nederland met een G-voetbalteam. Het team werd op 1 december 2011 gepresenteerd in de Euroborg en werd tijdens de competitiewedstrijd FC Groningen - NEC op 3 december 2011 in een vol stadion voorgesteld aan het publiek.
Door de adoptie speelt Kids United in het officiële tenue van FC Groningen en wordt het team meegenomen in alle uitingen van de club. De club bleef na de adoptie echter wel autonoom en blijft hierdoor afhankelijk van eigen sponsoren.

#### Ambassadeurs
Na de adoptie is elk seizoen een speler of trainer van FC Groningen ambassadeur van Kids United. Achtereenvolgens zijn dit:
| Seizoen   | Ambassadeur        |
| --------- | ------------------ |
| 2011/2012 | Pieter Huistra     |
| 2012/2013 | Maikel Kieftenbeld |
| 2013/2014 | Maikel Kieftenbeld |
| 2014/2015 | Maikel Kieftenbeld |
| 2015/2016 | Michael de Leeuw   |
| 2016/2017 | Sergio Padt        |
| 2017/2018 | Sergio Padt        |
| 2018/2019 | Sergio Padt        |
| 2019/2020 | Sergio Padt        |
| 2020/2021 | Sergio Padt        |

Naast een speler en/of trainer van de club zijn ook Hans Nijland (oud-directeur) en Max van den Berg (voorzitter Stichting FC Groningen in de Maatschappij) ambassadeurs.

## Clubcultuur

### Logo

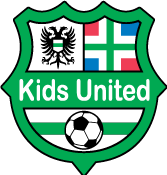
Logo-Kids United

Het logo is een afgeleide van het logo van FC Barcelona. Het clublogo omvat een etenspot met daarin 3 vlakken en een middenbaan.
- Etenspot: De etenspot symboliseert eenheid, plezier en gezelligheid. Een rol die Kids United ook vervult binnen de samenleving. De punten links en rechts aan het clublogo stellen handvatten voor, de onderste punt het vuurtje onder de etenspot en de bovenste golven de kokende inhoud van de etenspot.
- Het vlak linksboven toont het Groningse stadswapen, de stad waar de club is opgericht.
- Het vlak rechtsboven toont de Groningse provincievlag.
- Het onderste vlak toont de clubkleuren (wit en groen), welke zijn afgeleid uit de vlag van de stad Groningen en een voetbal, de hoofdactiviteit van de club.
- De middenbaan toont de naam van de club in witte letters tegen een groene achtergrond, wederom de kleuren van de club.

### Clubtenue
Kids United heeft altijd in de kleuren wit/groen gespeeld. Vanaf de oprichting in 2003 tot het moment van de adoptie door FC Groningen in december 2011 speelde men in horizontaal gestreepte tenues. Vanaf het moment dat de club onderdeel uit ging maken van FC Groningen speelt ook Kids United in het officiële tenue van FC Groningen (wit shirt met twee verticale groene banen).

### Rugnummer 10
Elke voetballer van Kids United speelt met  rugnummer 10. Lionel Messi, Eden Hazard, Diego Maradona, Zinedine Zidane, Ruud Guilit, Michel Platini, Ronaldinho; allemaal voetballen of voetbalden ze met rugnummer 10. Rugnummer 10 is in de voetbalwereld legendarisch en iedereen wil met nummer 10 spelen. Wanneer je met rugnummer 10 speelt ben je iemand, tel je mee en ben je belangrijk. Elke jongen of meisje wil dan ook met nummer 10 spelen. Bij een standaard voetbalvereniging is dat echter niet mogelijk. Bij Kids United wel. Iedereen is even belangrijk. Iedereen hoort erbij en vanaf het begin in 2003 was het volkomen duidelijk dat iedereen nummer 10 verdient. Behalve de keepers natuurlijk, want wat nummer 10 voor een voetballer is is nummer 1 voor een keeper.

### Clublied
In 2019 dient Sandro Kukler een verzoek in bij het tv-programma 'Down met Johnny', van Johnny de Mol, om samen met rapper Diggy Dex de tekst voor het clublied  'Laten we ballen'  te schrijven. De melodie van het lied is van het nummer 'Laten we dansen', een lied dat Diggy Dex samen met Paul de Munnik schreef. In de uitzending 'Down met Johnny' van 22 januari 2020 werd het clublied gepresenteerd.

## Voetbal

### G-Competitie
Kids United speelt met 4 teams in de G-competitie van de KNVB; 2 senioren teams en 2 jeugdteams. Kids United G1G komt uit in de eerste klasse A en Kids United G2G komt uit in de eerste klasse C. Kids United JG1 speelt in de 1e klasse A en Kids United JG2 in de 1e klasse B.

### Bijzondere Eredivisie
Op initiatief van de Nederlandse Stichting voor het Gehandicapte Kind (NSGK) is in september 2019 de Bijzondere Eredivisie van start gegaan. De Bijzondere Eredivisie is een nieuwe competitie bedoeld voor voetballers tussen 10 en 18 jaar met een verstandelijke of lichamelijke beperking. Doel is om te laten zien dat je ook op hoog niveau kunt spelen als je een beperking hebt. Aan de eerste editie van de nieuwe competitie deden 10 profclubs mee. FC Groningen is een van die profclubs die meedoet aan de Bijzondere Eredivisie. Kids United levert de spelers voor het team dat onder de vlag van FC Groningen speelt. Het eerste seizoen van de Bijzondere Eredivisie werd uitgezonden op NPO 1 middels een zesdelige serie.

### Framevoetbal

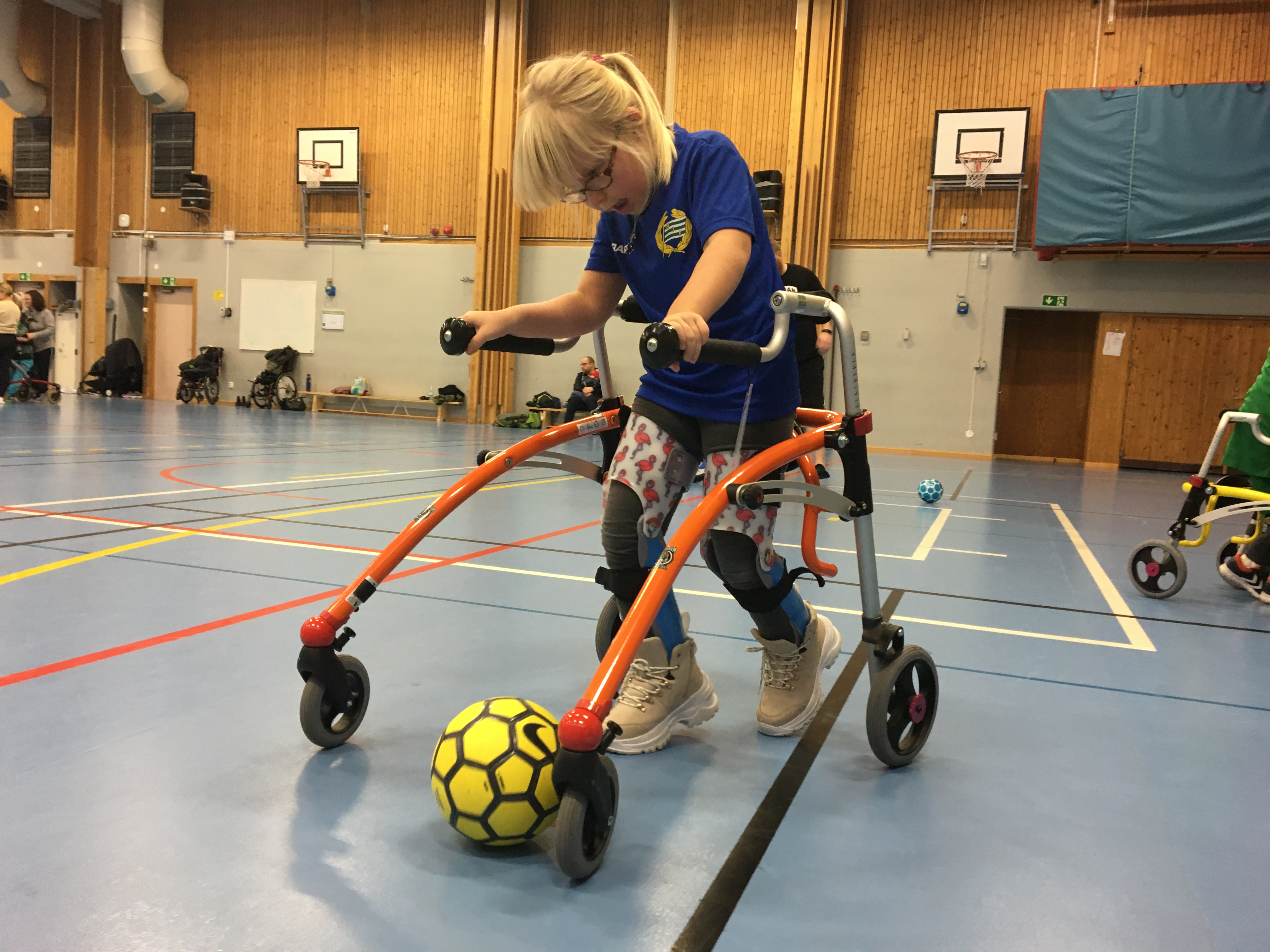
Framevoetbal in Zweden

In maart 2018 is de club gestart met het aanbieden van Framevoetbal voor kinderen die niet zonder hulpmiddelen kunnen voetballen. Deze nieuwe vorm van voetbal, waarbij gebruik wordt gemaakt van dorsale rollators, is overgewaaid vanuit Engeland en Schotland waar het inmiddels populair is bij deze doelgroep. Kids United is hiermee een van de 5 clubs in Nederland (oktober 2019) die Framevoetbal aanbiedt.

### Kaboutervoetbal
In navolging van het Framevoetbal heeft de club in april 2019 het voetbalaanbod uitgebreid met Kabouter G-voetbal. Kaboutervoetbal is bestemd voor kinderen van 4 t/m 6 jaar. Zij zijn nog niet speelgerechtigd om bij de KNVB wedstrijden te voetballen, maar kunnen wel leuke en gerichte trainingen volgen welke passen bij hun leeftijdscategorie. Daarmee heeft Kids United voetbalaanbod voor senioren, junioren, pupillen en dus ook voor de zeer jonge doelgroep.